# Fussballclub Sankt Gallen 1879 2019-2020
Questa voce raccoglie le informazioni riguardanti il Fussballclub Sankt Gallen 1879 nelle competizioni ufficiali della stagione 2019-2020.

## Stagione
Nella stagione 2019-2020 il San Gallo, allenato da Peter Zeidler, concluse il campionato di Super League al 2º posto. In Coppa Svizzera il San Gallo fu eliminato al secondo turno dal Winterthur.

## Rosa
| N. |                                 | Ruolo | Calciatore         |
| -- | ------------------------------- | ----- | ------------------ |
| 4  | Svizzera (bandiera)             | D     | Leonidas Stergiou  |
| 7  | Spagna (bandiera)               | A     | Víctor Ruiz        |
| 8  | Spagna (bandiera)               | C     | Jordi Quintillà    |
| 9  | Svizzera (bandiera)             | A     | Jérémy Guillemenot |
| 10 | Bosnia ed Erzegovina (bandiera) | A     | Ermedin Demirović  |
| 11 | Francia (bandiera)              | C     | Axel Bakayoko      |
| 13 | Svizzera (bandiera)             | A     | Cedric Itten       |
| 14 | Brasile (bandiera)              | D     | Fabiano Alves      |
| 15 | Serbia (bandiera)               | D     | Milan Vilotić      |
| 16 | Germania (bandiera)             | C     | Lukas Görtler      |
| 18 | Stati Uniti (bandiera)          | P     | Jonathan Klinsmann |
| 19 | Portogallo (bandiera)           | A     | André Ribeiro      |
| 20 | Svizzera (bandiera)             | C     | Moreno Costanzo    |
| 21 | Svizzera (bandiera)             | D     | Miro Muheim        |
| 22 | Svizzera (bandiera)             | D     | Adonis Ajeti       |
| 23 | Kosovo (bandiera)               | D     | Betim Fazliji      |

| N. |                       | Ruolo | Calciatore         |
| -- | --------------------- | ----- | ------------------ |
| 24 | Svizzera (bandiera)   | A     | Lorenzo González   |
| 26 | Svizzera (bandiera)   | C     | Tim Staubli        |
| 27 | Svizzera (bandiera)   | C     | Fabio Solimando    |
| 28 | Tunisia (bandiera)    | D     | Slimen Kchouk      |
| 29 | Svizzera (bandiera)   | C     | Alessandro Kräuchi |
| 30 | Ghana (bandiera)      | P     | Lawrence Ati-Zigi  |
| 33 | Ghana (bandiera)      | D     | Musah Nuhu         |
| 34 | Svizzera (bandiera)   | A     | Boris Babić        |
| 36 | Svizzera (bandiera)   | D     | Silvan Hefti       |
| 40 | Svizzera (bandiera)   | P     | Nico Strübi        |
| 50 | Svizzera (bandiera)   | D     | Nicholas Lüchinger |
| 52 | Portogallo (bandiera) | A     | Angelo Campos      |
| 53 | Svizzera (bandiera)   | P     | Armin Abaz         |
| 98 | Francia (bandiera)    | D     | Yannis Letard      |
| 99 | Svizzera (bandiera)   | D     | Vincent Rüfli      |

## Organigramma societario
Area tecnica
- Allenatore: Peter Zeidler
- Allenatore in seconda: Giannīs Amanatidīs, Boro Kuzmanović
- Preparatore dei portieri: Stefano Razzetti
- Preparatori atletici: Simon Storm

## Calciomercato

### Sessione estiva
| Acquisti | Acquisti           | Acquisti        | Acquisti |
| R.       | Nome               | da              | Modalità |
| -------- | ------------------ | --------------- | -------- |
| A        | Ermedin Demirović  | Alavés          |          |
| A        | André Ribeiro      | Braga B         |          |
| C        | Lukas Görtler      | Utrecht         |          |
| D        | Fabiano Alves      | Septemvri Sofia |          |
| D        | Adonis Ajeti       | Chiasso         |          |
| A        | Boris Babić        | Vaduz           |          |
| C        | Moreno Costanzo    | Thun            |          |
| D        | Betim Fazliji      | San Gallo II    |          |
| P        | Jonathan Klinsmann | Hertha Berlino  |          |
| D        | Yannis Letard      | Aalen           |          |
| D        | Vincent Rüfli      | Paris FC        |          |
| C        | Fabio Solimando    | San Gallo U18   |          |

| Cessioni | Cessioni           | Cessioni        | Cessioni |
| R.       | Nome               | a               | Modalità |
| -------- | ------------------ | --------------- | -------- |
| A        | Dereck Kutesa      | Stade Reims     |          |
| A        | Yannis Tafer       | Étoile du Sahel |          |
| A        | Nassim Ben Khalifa | Grasshoppers    |          |
| C        | Majeed Ashimeru    | Salisburgo      |          |
| D        | Silvan Gönitzer    | Sciaffusa       |          |
| P        | Daniel Lopar       | Western Sydney  |          |
| D        | Leonel Mosevich    | Nacional        |          |
| A        | Simone Rapp        | Thun            |          |
| C        | Vincent Sierro     | Young Boys      |          |
| P        | Gianluca Tolino    | Wil             |          |
| D        | Andreas Wittwer    | Grasshoppers II |          |

### Sessione invernale
| Acquisti | Acquisti          | Acquisti | Acquisti |
| R.       | Nome              | da       | Modalità |
| -------- | ----------------- | -------- | -------- |
| P        | Lawrence Ati-Zigi | Sochaux  |          |
| A        | Lorenzo González  | Malaga   |          |

| Cessioni | Cessioni         | Cessioni      | Cessioni |
| R.       | Nome             | a             | Modalità |
| -------- | ---------------- | ------------- | -------- |
| P        | Dejan Stojanović | Middlesbrough |          |

## Risultati

### Super League

#### Prima fase, girone di andata
| Arbitro: | Tschudi |

|  |           |                                |
|  | Marcatori | 87’ (rig.) Eleke 90’ Schneuwly |

| Arbitro: | Jaccottet |

|           |           |                       |
| Ademi 57’ | Marcatori | 25’, 80’ (rig.) Itten |

| Arbitro: | Fähndrich |

|             |           |          |
| Nuzzolo 46’ | Marcatori | 33’ Ruiz |

| Arbitro: | Schnyder |

|                                |           |                           |
| Quintillà 45’ Itten 51’ (rig.) | Marcatori | 12’, 80’ Nsame 31’ Garcia |

| Arbitro: | Schärer |

|                               |           |                   |
| Hefti 53’ Babić 63’ Itten 73’ | Marcatori | 10’, 90’ Holender |

| Arbitro: | San |

|                         |           |               |
| Marchesano 40’ Mahi 70’ | Marcatori | 43’ Quintillà |

| Arbitro: | Fähndrich |

|                                |           |            |
| Ruiz 14’ Görtler 37’ Alves 76’ | Marcatori | 67’ Schalk |

| Arbitro: | Dudic |

|             |           |                           |
| Doumbia 77’ | Marcatori | 43’ Demirović 62’ Görtler |

| Arbitro: | Schnyder |

|                                                       |           |  |
| Babić 23’ Guillemenot 32’ Demirović 66’ Quintillà 90’ | Marcatori |  |

#### Prima fase, girone di ritorno
| San Gallo 6 ottobre 2019, ore 16:00 CEST 10ª giornata | San Gallo | 0 – 0 referto | Basilea | Kybunpark (16 912 spett.)\| Arbitro: \| Klossner \| |
| Arbitro:                                              | Klossner  |               |         |                                                     |

| Arbitro: | San |

|           |           |                   |
| Tasar 59’ | Marcatori | 7’, 47’ Demirović |

| Arbitro: | Schärer |

|             |           |                              |
| Aratore 51’ | Marcatori | 37’ Itten 42’, 90’ Quintillà |

| Arbitro: | Bieri |

|                                       |           |  |
| Quintillà 56’ Demirović 61’ Hefti 73’ | Marcatori |  |

| Arbitro: | Schnyder |

|                                          |           |                                  |
| Zesiger 23’, 50’ Fassnacht 30’ Nsame 80’ | Marcatori | 4’ Babić 25’ Itten 55’ Demirović |

| Arbitro: | Piccolo |

|                                              |           |             |
| Letard 28’ Itten 39’ Babić 57’ Demirović 72’ | Marcatori | 52’ Neitzke |

| Arbitro: | Dudic |

|                    |           |                                                          |
| Schürpf 45’ (rig.) | Marcatori | 41’ (rig.), 80’ (rig.) Quintillà 67’ Babić 83’ Demirović |

| Arbitro: | Klossner |

|               |           |                                         |
| Salanović 89’ | Marcatori | 3’, 34’ Babić 67’ Itten 90’ Guillemenot |

| Arbitro: | San |

|                      |           |                                                 |
| Quintillà 28’ (rig.) | Marcatori | 3’ Schönbächler 44’ (rig.) Marchesano 74’ Tosin |

#### Seconda fase, girone di andata
| Arbitro: | Bieri |

|                             |           |             |
| Demirović 55’ Ruiz 57’, 73’ | Marcatori | 39’ Bottani |

| Arbitro: | San |

|         |           |                         |
| Bua 19’ | Marcatori | 44’ Fazliji 90’ Ribeiro |

| Arbitro: | Piccolo |

|           |           |  |
| Itten 38’ | Marcatori |  |

| Arbitro: | Schärer |

|                      |           |  |
| Margiotta 30’ (rig.) | Marcatori |  |

| Arbitro: | Bieri |

|                                           |           |                                          |
| Fazliji 10’ Lefort 73’ (aut.) Görtler 90’ | Marcatori | 44’ Nsame 45’ Ngamaleu 90’ (rig.) Hoarau |

| Arbitro: | Piccolo |

|                   |           |                |
| Kasami 90’ (rig.) | Marcatori | 20’, 53’ Itten |

| Arbitro: | Fähndrich |

|  |           |                                             |
|  | Marcatori | 31’ (aut.) Rüfli 64’, 90’ Tosin 86’ Kololli |

| Arbitro: | San |

|                                  |           |                    |
| Hefti 8’ Itten 13’ Quintillà 42’ | Marcatori | 61’ Munsy 90’ Rapp |

| Arbitro: | Schärer |

|             |           |                        |
| Nuzzolo 16’ | Marcatori | 17’ Stergiou 60’ Itten |

#### Seconda fase, girone di ritorno
| Arbitro: | Jaccottet |

|                    |           |            |
| Demirović 12’, 19’ | Marcatori | 22’ Batata |

| Arbitro: | Dudic |

|                                       |           |                                             |
| Sabbatini 10’ Gerndt 46’ Lavanchy 83’ | Marcatori | 26’ (rig.) Quintillà 39’ Ruiz 54’ Demirović |

| Arbitro: | San |

|                |           |           |
| Stevanović 61’ | Marcatori | 18’ Rüfli |

| Arbitro: | Fähndrich |

|                                                 |           |             |
| Ribeiro 10’ Itten 27’, 29’ Quintillà 49’ (rig.) | Marcatori | 60’ Marleku |

| Arbitro: | San |

|                       |           |               |
| Bertone 51’ Munsy 64’ | Marcatori | 82’ Demirović |

| Arbitro: | Schnyder |

|  |           |                                                        |
|  | Marcatori | 4’, 57’ Ademi 5’ Campo 84’ Stocker 87’ van Wolfswinkel |

| Arbitro: | Jaccottet |

|             |           |                                               |
| Kololli 16’ | Marcatori | 2’ (rig.) Quintillà 48’ Itten 75’ Guillemenot |

| Arbitro: | Fähndrich |

|                                                       |           |  |
| Itten 3’, 11’, 31’ Demirović 33’ Guillemenot 50’, 52’ | Marcatori |  |

| Arbitro: | Schärer |

|                             |           |                 |
| Nsame 14’, 22’ Ngamaleu 86’ | Marcatori | 39’ Guillemenot |

### Coppa Svizzera
| Monthey 17 agosto 2019, ore 19:00 CEST Primo turno                                      | Monthey   | 1 – 4 referto                           | San Gallo | Stade Philippe-Pottier (1 728 spett.) |
| \| \| \| \| \| Bakashala 30’ \| Marcatori \| 8’ Ruiz 43’ Kutesa 63’ Itten 82’ Campos \| |           |                                         |           |                                       |
|                                                                                         |           |                                         |           |                                       |
| Bakashala 30’                                                                           | Marcatori | 8’ Ruiz 43’ Kutesa 63’ Itten 82’ Campos |           |                                       |

| Arbitro: | Hänni |

|                          |           |  |
| Mahamid 48’ Da Silva 90’ | Marcatori |  |

## Statistiche

### Statistiche di squadra
| Competizione   | Punti | In casa | In casa | In casa | In casa | In casa | In casa | In trasferta | In trasferta | In trasferta | In trasferta | In trasferta | In trasferta | Totale | Totale | Totale | Totale | Totale | Totale | DR  |
| Competizione   | Punti | G       | V       | N       | P       | Gf      | Gs      | G            | V            | N            | P            | Gf           | Gs           | G      | V      | N      | P      | Gf     | Gs     | DR  |
| -------------- | ----- | ------- | ------- | ------- | ------- | ------- | ------- | ------------ | ------------ | ------------ | ------------ | ------------ | ------------ | ------ | ------ | ------ | ------ | ------ | ------ | --- |
| Super League   | 68    | 18      | 11      | 2       | 5       | 42      | 29      | 18           | 10           | 3            | 5            | 37           | 27           | 36     | 21     | 5      | 10     | 79     | 56     | +23 |
| Coppa Svizzera | -     | 0       | 0       | 0       | 0       | 0       | 0       | 2            | 1            | 0            | 1            | 4            | 3            | 2      | 1      | 0      | 1      | 4      | 3      | +1  |
| Totale         | 68    | 18      | 11      | 2       | 5       | 42      | 29      | 20           | 11           | 3            | 6            | 41           | 30           | 38     | 22     | 5      | 11     | 83     | 59     | +24 |

### Andamento in campionato
| Giornata  | 1 | 2 | 3 | 4 | 5 | 6 | 7 | 8 | 9 | 10 | 11 | 12 | 13 | 14 | 15 | 16 | 17 | 18 | 19 | 20 | 21 | 22 | 23 | 24 | 25 | 26 | 27 | 28 | 29 | 30 | 31 | 32 | 33 | 34 | 35 | 36 |
| --------- | - | - | - | - | - | - | - | - | - | -- | -- | -- | -- | -- | -- | -- | -- | -- | -- | -- | -- | -- | -- | -- | -- | -- | -- | -- | -- | -- | -- | -- | -- | -- | -- | -- |
| Luogo     | C | T | T | C | C | T | C | T | C | C  | T  | T  | C  | T  | C  | T  | T  | C  | C  | T  | C  | T  | C  | T  | C  | C  | T  | C  | T  | T  | C  | T  | C  | T  | C  | T  |
| Risultato | P | V | N | P | V | P | V | V | V | N  | V  | V  | V  | P  | V  | V  | V  | P  | V  | V  | V  | P  | N  | V  | P  | V  | V  | V  | N  | N  | V  | P  | P  | V  | V  | P  |
| Posizione | 8 | 5 | 7 | 8 | 5 | 5 | 4 | 4 | 3 | 3  | 3  | 3  | 3  | 3  | 3  | 3  | 3  | 3  | 2  | 1  | 1  | 1  | 1  | 1  | 1  | 2  | 1  | 1  | 2  | 1  | 1  | 2  | 2  | 2  | 2  | 2  |

Legenda:

Luogo: C = Casa; T = Trasferta. Risultato: V = Vittoria; N = Pareggio; P = Sconfitta.

### Statistiche dei giocatori
| Giocatore      | Super League | Super League | Super League | Super League | Coppa Svizzera | Coppa Svizzera | Coppa Svizzera | Coppa Svizzera | Totale   | Totale | Totale      | Totale     |
| Giocatore      | Presenze     | Reti         | Ammonizioni  | Espulsioni   | Presenze       | Reti           | Ammonizioni    | Espulsioni     | Presenze | Reti   | Ammonizioni | Espulsioni |
| -------------- | ------------ | ------------ | ------------ | ------------ | -------------- | -------------- | -------------- | -------------- | -------- | ------ | ----------- | ---------- |
| A. Abaz        | 0            | 0            | 0            | 0            | 0              | 0              | 0              | 0              | 0        | 0      | 0           | 0          |
| A. Ajeti       | 0            | 0            | 0            | 0            | 0              | 0              | 0              | 0              | 0        | 0      | 0           | 0          |
| F. Alves       | 6            | 1            | 3            | 0            | 1              | 0              | 0              | 0              | 7        | 1      | 3           | 0          |
| L. Ati-Zigi    | 18           | 0            | 3            | 0            | 0              | 0              | 0              | 0              | 18       | 0      | 3           | 0          |
| B. Babić       | 19           | 7            | 0            | 0            | 0              | 0              | 0              | 0              | 19       | 7      | 0           | 0          |
| A. Bakayoko    | 23           | 0            | 2            | 0            | 0              | 0              | 0              | 0              | 23       | 0      | 2           | 0          |
| A. Campos      | 8            | 0            | 0            | 0            | 1              | 1              | 0              | 0              | 9        | 1      | 0           | 0          |
| M. Costanzo    | 7            | 0            | 1            | 0            | 2              | 0              | 0              | 0              | 9        | 0      | 1           | 0          |
| E. Demirović   | 28           | 14           | 7            | 1            | 0              | 0              | 0              | 0              | 28       | 14     | 7           | 1          |
| K. Duah        | 0            | 0            | 0            | 0            | 0              | 0              | 0              | 0              | 0        | 0      | 0           | 0          |
| B. Fazliji     | 26           | 2            | 7            | 0            | 0              | 0              | 0              | 0              | 26       | 2      | 7           | 0          |
| L. González    | 0            | 0            | 0            | 0            | 0              | 0              | 0              | 0              | 0        | 0      | 0           | 0          |
| J. Guillemenot | 32           | 6            | 9            | 0            | 1              | 0              | 0              | 0              | 33       | 6      | 9           | 0          |
| L. Görtler     | 34           | 3            | 12           | 0            | 2              | 0              | 0              | 0              | 36       | 3      | 12          | 0          |
| S. Hefti       | 34           | 3            | 5            | 0            | 1              | 0              | 0              | 0              | 35       | 3      | 5           | 0          |
| C. Itten       | 34           | 19           | 3            | 0            | 2              | 1              | 0              | 0              | 36       | 20     | 3           | 0          |
| F. Kamberi     | 0            | 0            | 0            | 0            | 0              | 0              | 0              | 0              | 0        | 0      | 0           | 0          |
| S. Kchouk      | 0            | 0            | 0            | 0            | 0              | 0              | 0              | 0              | 0        | 0      | 0           | 0          |
| J. Klinsmann   | 0            | 0            | 0            | 0            | 2              | 0              | 0              | 1              | 2        | 0      | 0           | 1          |
| A. Kräuchi     | 8            | 0            | 0            | 0            | 1              | 0              | 0              | 0              | 9        | 0      | 0           | 0          |
| D. Kutesa      | 4            | 0            | 0            | 0            | 1              | 1              | 0              | 0              | 5        | 1      | 0           | 0          |
| Y. Letard      | 26           | 1            | 10           | 0            | 1              | 0              | 0              | 0              | 27       | 1      | 10          | 0          |
| N. Lüchinger   | 0            | 0            | 0            | 0            | 0              | 0              | 0              | 0              | 0        | 0      | 0           | 0          |
| M. Muheim      | 33           | 0            | 7            | 1            | 2              | 0              | 0              | 0              | 35       | 0      | 7           | 1          |
| M. Nuhu        | 4            | 0            | 0            | 0            | 0              | 0              | 0              | 0              | 4        | 0      | 0           | 0          |
| J. Quintillà   | 33           | 13           | 8            | 0            | 2              | 0              | 0              | 0              | 35       | 13     | 8           | 0          |
| A. Ribeiro     | 18           | 2            | 2            | 0            | 0              | 0              | 0              | 0              | 18       | 2      | 2           | 0          |
| V. Ruiz        | 33           | 5            | 5            | 1            | 2              | 1              | 0              | 0              | 35       | 6      | 5           | 1          |
| V. Rüfli       | 16           | 1            | 3            | 0            | 2              | 0              | 1              | 0              | 18       | 1      | 4           | 0          |
| F. Solimando   | 0            | 0            | 0            | 0            | 0              | 0              | 0              | 0              | 0        | 0      | 0           | 0          |
| T. Staubli     | 13           | 0            | 0            | 0            | 0              | 0              | 0              | 0              | 13       | 0      | 0           | 0          |
| L. Stergiou    | 34           | 1            | 1            | 0            | 2              | 0              | 0              | 0              | 36       | 1      | 1           | 0          |
| D. Stojanović  | 18           | 0            | 2            | 0            | 1              | 0              | 0              | 0              | 19       | 0      | 2           | 0          |
| N. Strübi      | 0            | 0            | 0            | 0            | 0              | 0              | 0              | 0              | 0        | 0      | 0           | 0          |
| B. Traorè      | 0            | 0            | 0            | 0            | 0              | 0              | 0              | 0              | 0        | 0      | 0           | 0          |
| M. Vilotić     | 0            | 0            | 0            | 0            | 1              | 0              | 0              | 0              | 1        | 0      | 0           | 0          |
| L. Watkowiak   | 0            | 0            | 0            | 0            | 0              | 0              | 0              | 0              | 0        | 0      | 0           | 0          |
| A. Wiss        | 8            | 0            | 2            | 0            | 0              | 0              | 0              | 0              | 8        | 0      | 2           | 0          |